# Ergasiofygofyt
Ergasiofygofyten zijn door de mens opzettelijk ingevoerde, en daarna verwilderde en ingeburgerde planten. De status van deze groep van zaadplanten wordt onderscheiden op grond van de wijze van vestiging.
Tot de ingevoerde planten behoren kruiden, eetbare gewassen, geneeskrachtige planten, sierplanten of planten voor collecties in botanische tuinen. Voorbeelden van ergasiofygofyten zijn  kalmoes (Acorus calamus), tamme kastanje (Castanea sativa), brede waterpest (Elodea canadensis), zonnebloem (Helianthus annuus), klein springzaad (Impatiens parviflora), middelste teunisbloem (Oenothera biennis), tomaat (Solanum lycopersicum), Canadese guldenroede (Solidago canadensis).

Ergasiofygofyten
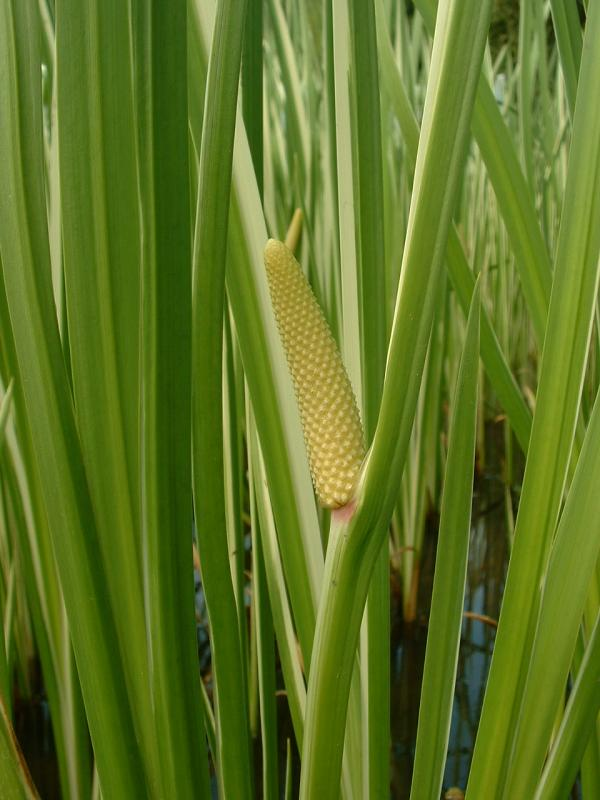
kalmoes (Acorus calamus)
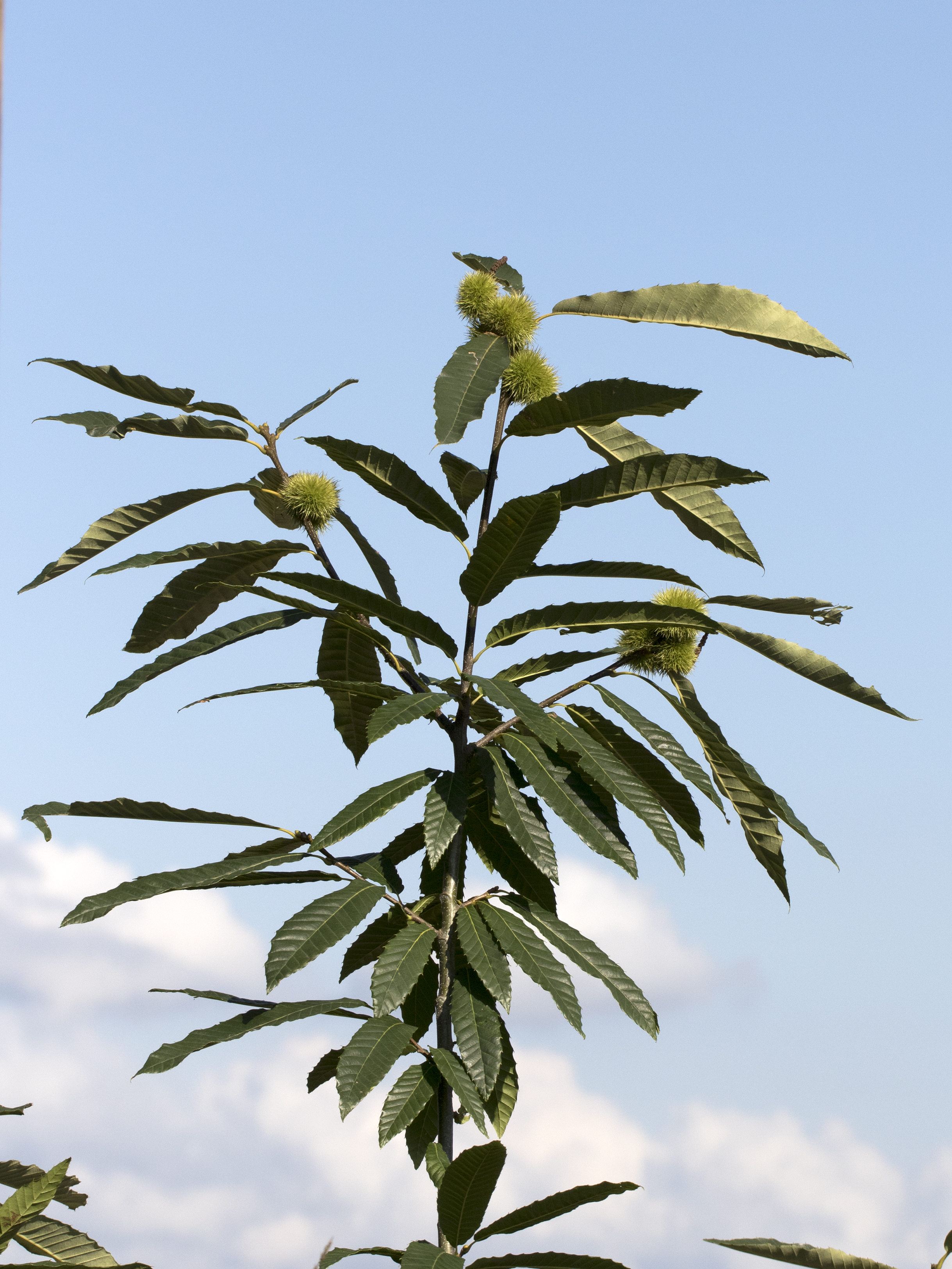
tamme kastanje (Castanea sativa)
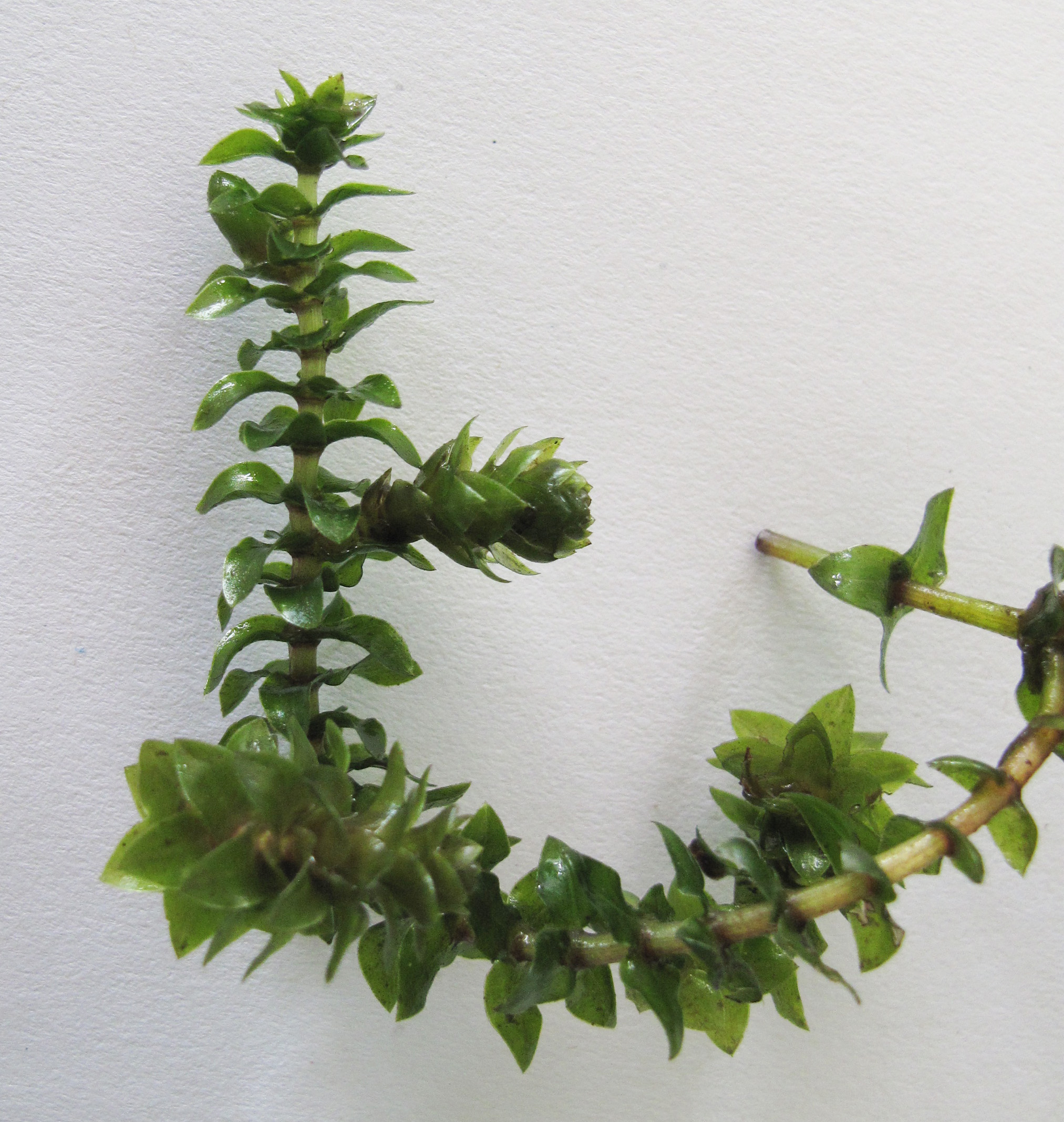
brede waterpest (Elodea canadensis)
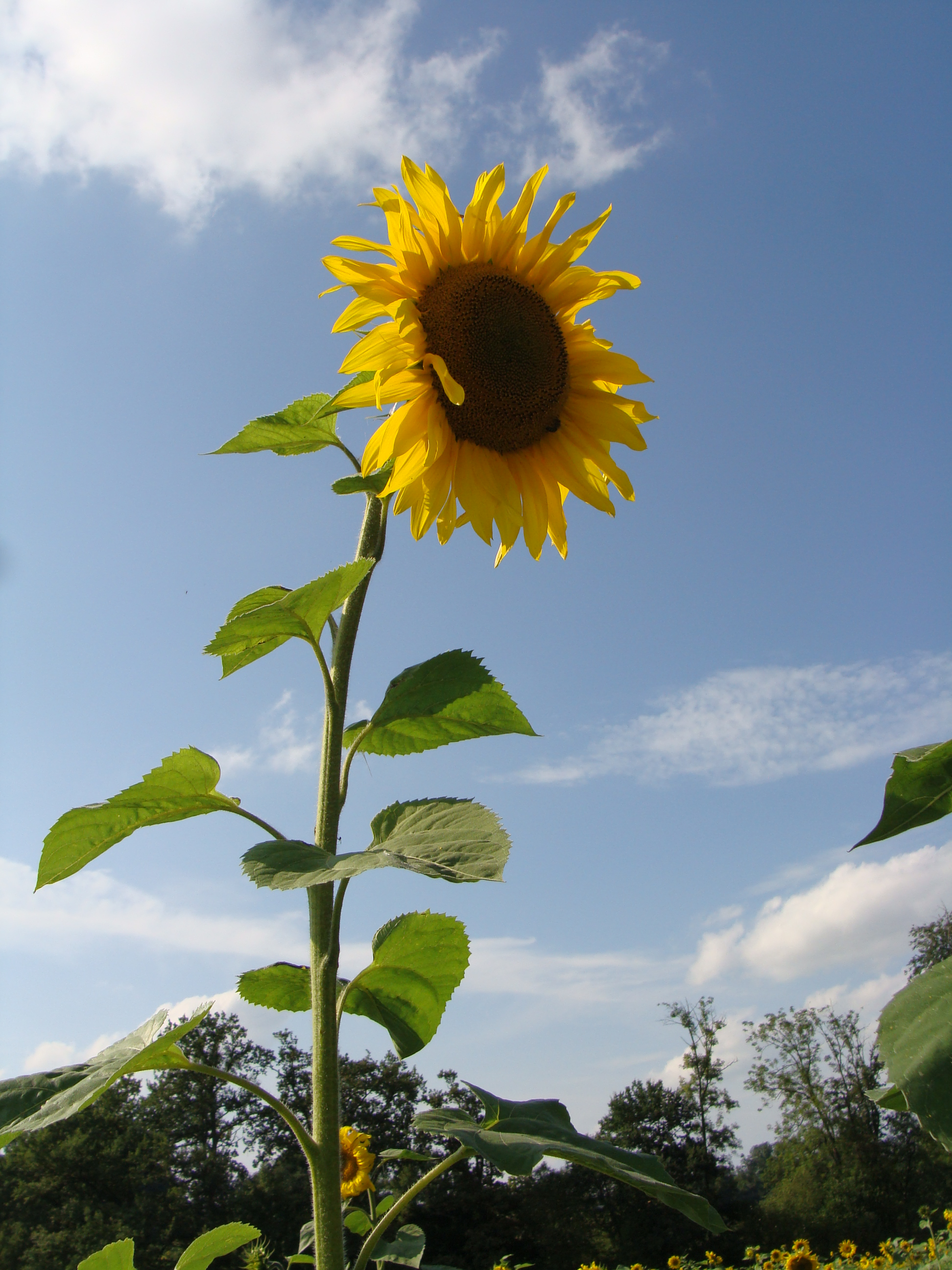
zonnebloem (Helianthus annuus)
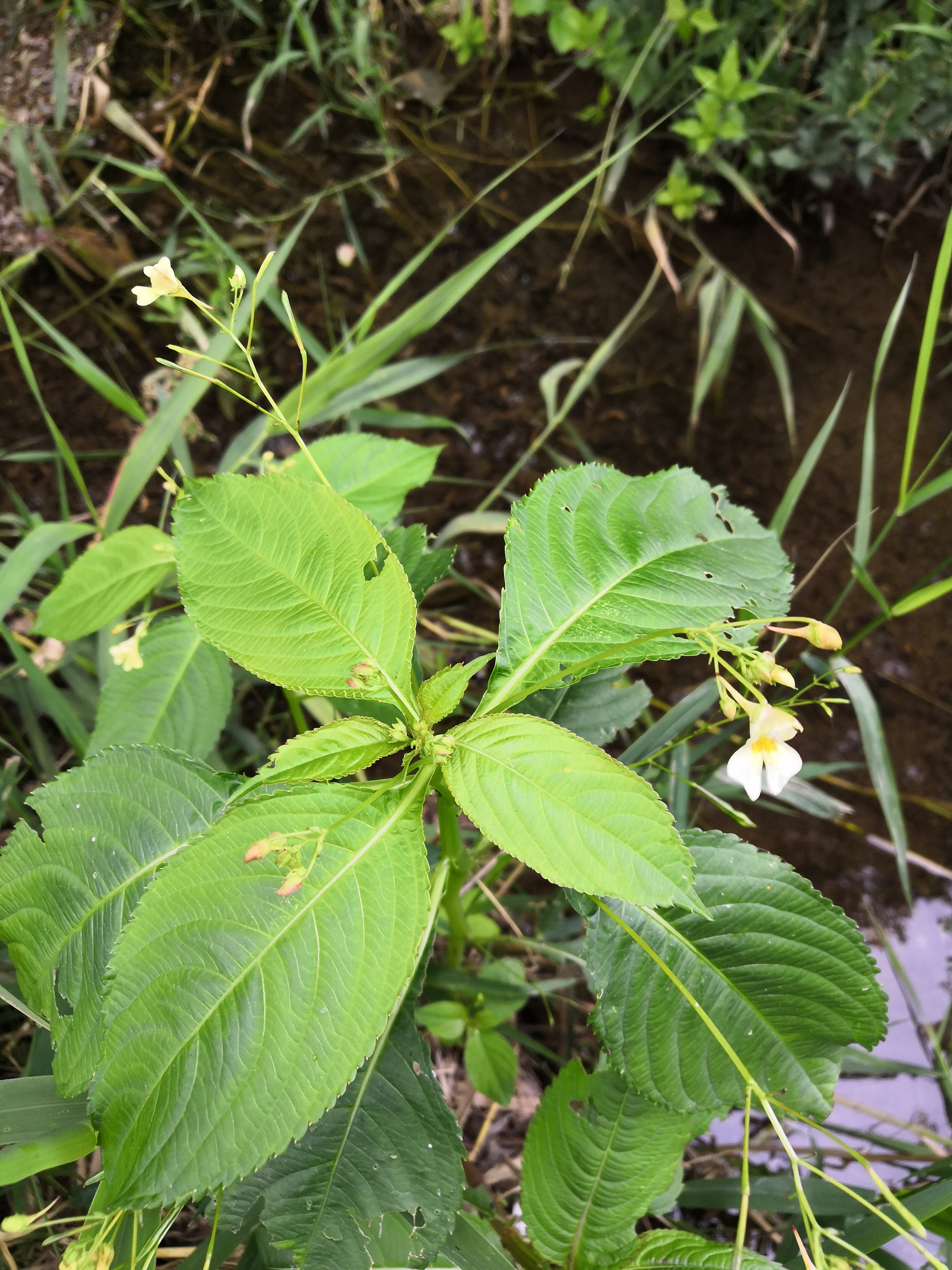
klein springzaad (Impatiens parviflora)
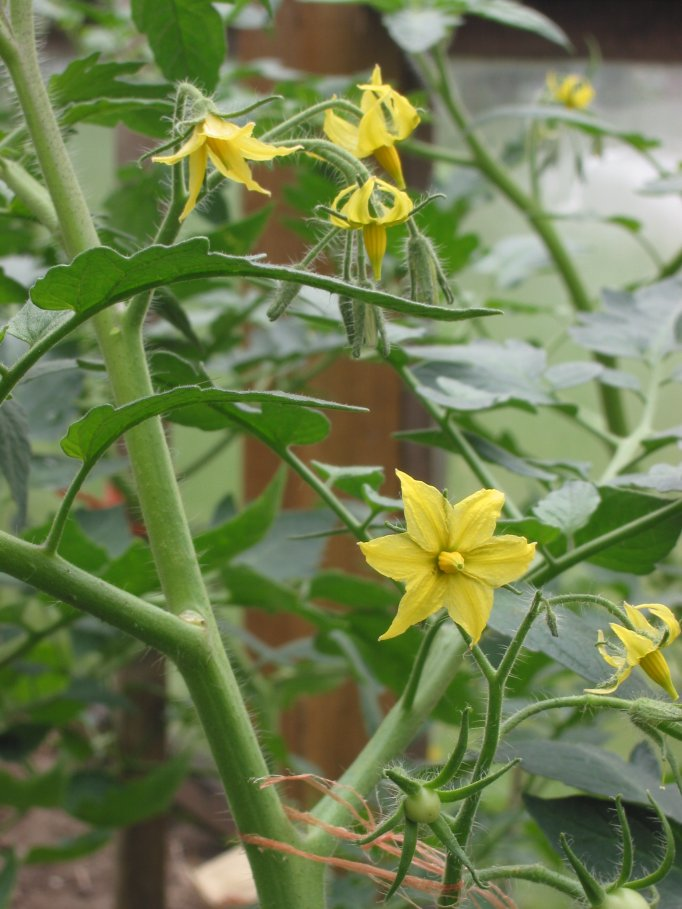
tomaat (Solanum lycopersicum)
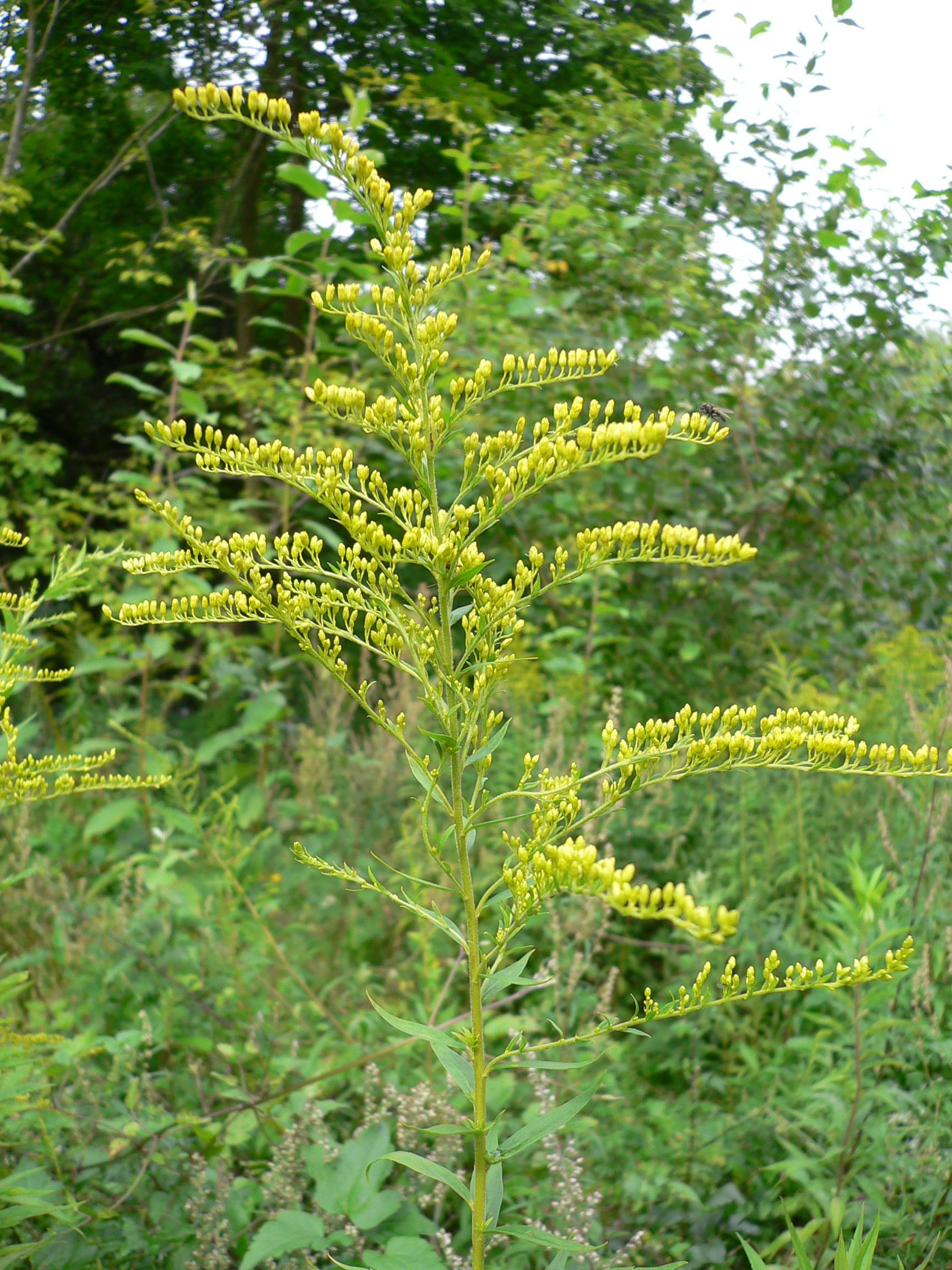
Canadese guldenroede (Solidago canadensis)